# Villa Altenloh

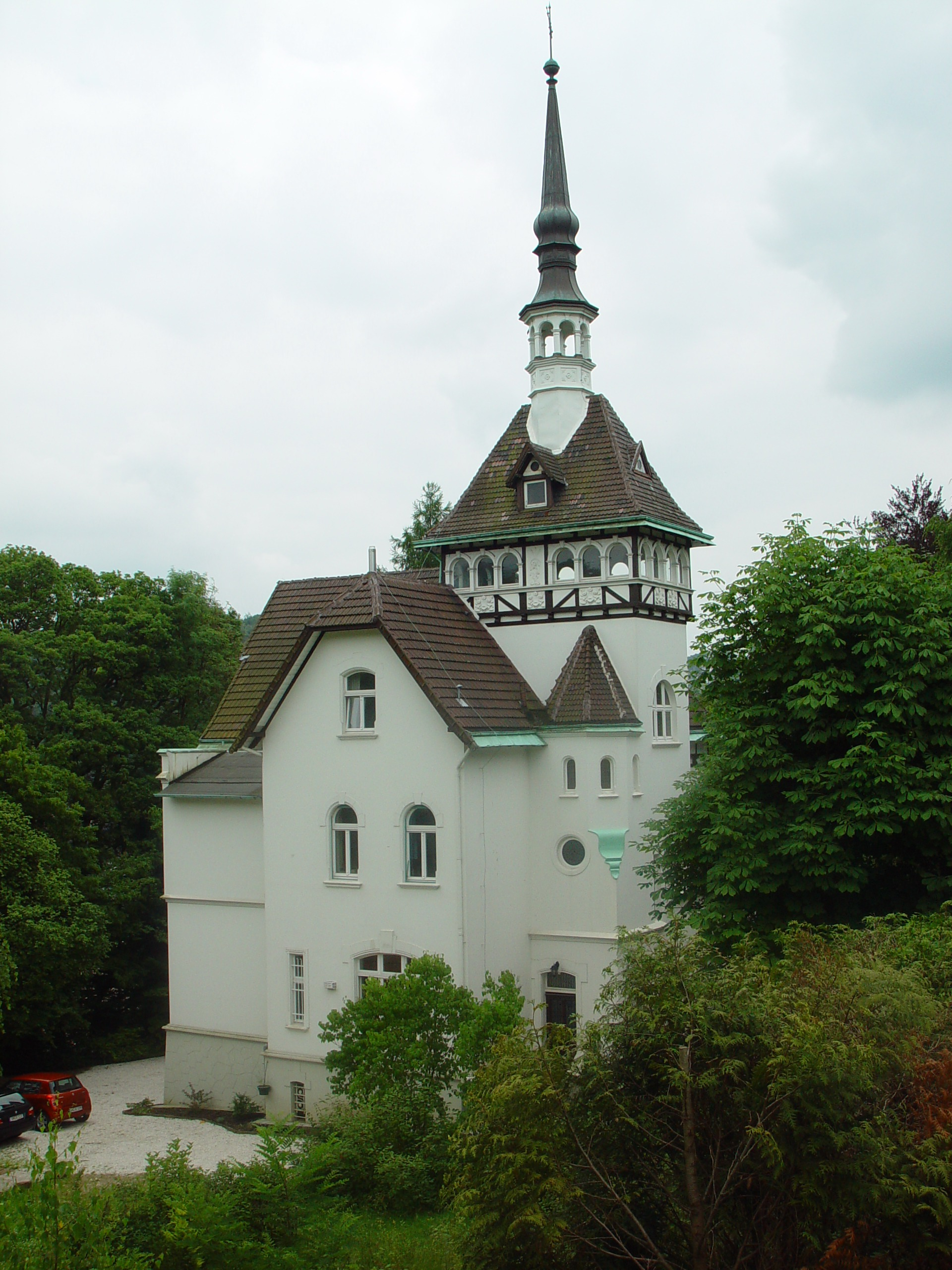
Rückseite der Villa

Die Villa Altenloh, postalische Anschrift Bahnhofstraße 34, ist eine denkmalgeschützte, 1899 errichtete Villa im Landhausstil im Ennepetaler Ortsteil Milspe.

## Beschreibung
Der reichgegliederte Baukörper ist dreigeschossig und besitzt ein Krüppelwalmdach mit versetzten Giebeln und Firsten. Zu den zahlreichen baulichen Details zählen ein hoher Eckturm, Fachwerkelemente und eine Wintergarten-Auslucht.
Die Villa wurde von dem Architekten Emil Eichelberg für die Firma Altenloh, Brinck & Co in unmittelbarer Nachbarschaft zum Bahnhof in exponierter Höhenlage oberhalb des Werks erbaut.